# چاک بلر
چاک بلر (انگلیسی: Chuck Behler؛ زادهٔ june ۱۳, ۱۹۶۵ (۵۹ سال)) طبل‌زن اهل ایالات متحده آمریکا است. وی بین سال‌های ۱۹۸۷ تا ۱۹۸۹ میلادی فعالیت می‌کرد.